# Tormos
Tormos és un municipi del País Valencià situat a la comarca de la Marina Alta.

## Geografia
Tormos està en la carretera que comunica la Marina Alta amb la Marina Baixa per l'interior, cosa que fa fàcil l'accés al poble. Des de l'Autopista A-7 s'ha d'eixir per Ondara i agafar la carretera que creua Beniarbeig i el Ràfol d'Almúnia.
La població està situada als peus de la Serra dels Recingles. Des de la seua zona més alta es pot veure la plana del riu Girona, el Montgó i la mar Mediterrània. A causa de la proximitat a la mar, té un clima temperat.

### Municipis limítrofs
Tormos limita amb els termes municipals de Benidoleig, Benimeli, Orba, Pego, el Ràfol d'Almúnia, Sagra i Sanet i Negrals.

## Història
La història de Tormos es remunta a l'època en què els àrabs van dominar la península. L'any 1290 Tormos era una alqueria, donada de per vida a Jaume de Linars, encara que posteriorment el senyoriu va passar a pertànyer al comte de Ròtova. El 1609, amb l'expulsió dels moriscos quedà pràcticament despoblat.

## Personatges destacats
- José Perelló Torrens (1885-1955): polític d'esquerres i alcalde democràtic de Tormos durant la Segona República Espanyola i la Guerra Civil espanyola.

## Monuments i llocs d'interés
- Església parroquial. Data del segle xviii, es caracteritza per tindre una espadanya en comptes de campanar. Destaca el seu retaule major, considerat d'interés artístic. Està dedicada a Sant Lluís Bertran, patró del poble.

- Antiga Almàssera. Actualment, l'edifici està destinat a centre social o casa de cultura, i allotja també un museu on es pot observar la maquinària amb la qual s'elaborava l'oli i el vi.

- Els Poets. És un dels paratges més interessants, situat darrere de la serra de Resingles.

## Festes
- Festes Patronals. Se celebren en honor del seu patró Sant Lluís Bertran durant la primera setmana de setembre. Els carrers es decoren i els seus habitants participen de revetlles i correfocs.